# Чезаре Арцела
Чезаре Арцела (італ. Cesare Arzelà, нар. 6 вересня 1847, Санто-Стефано-ді-Магра, Італія — † 15 березня 1912, там само) — італійський математик. Відомий своїм вкладом в математичний та функціональний аналіз, зокрема встановив критерій компатності послідовності неперервних функцій відомий тепер як теорема Асколі — Арцела. Член Національної академії дей-Линчей та деяких інших академій.

## Біографічні дані
Походив із бідної сім'ї. Навчався у Вищій нормальній школі в Пізі, яку закінчив у 1869 році.
Там же (з 1871 року) відвідував лекції Енріко Бетті та Уліса Діні.
З 1875 по 1878 викладав в Флорентійському університеті. В 1878 році очолив кафедру алгебри університету Палермо, а через 2 роки (у 1880) перейшов у Болонський університет на кафедру аналізу. Його найвідомішим учнем був Леоніда Тонеллі.

## Наукові здобутки
Перші праці Арцела були присвячені теорії пружності (дослідженню деформацій пружного еліпсоїду). Пізніше він досліджував екстремуми алгебраїчних функцій, а також займався теорією функціональних рядів. Арцела ввів поняття квазірівномірної збіжності і, використовуючи це поняття, встановив необхідні і достатні умови неперервності суми збіжного на відрізку ряду неперервних функцій. Він також запропонував багатовимірний аналіз варіації функції однієї змінної (варіація Арцела). Добре відома теорема Асколі — Арцела, яка відіграє важливу роль в функціональному аналізі і в теорії диференціальних рівнянь. Його ім'ям названа теорема про граничний перехід під знаком інтегралу.
В 1992 році в Італії видана повна збірка праць Чезаре Арцела в двох томах.